# Тулбя Геннадій Борисович
Геннадій Борисович Тулбя (рум. Ghenadie Tulbea; нар. 3 березня 1979, село Талмаза, Штефан-Водський район, Молдавська РСР) — молдовський, згодом монегаскський борець вільного стилю, срібний призер чемпіонату світу, дворазовий переможець і дворазовий срібний призер чемпіонатів Європи, учасник Олімпійських ігор. Заслужений майстер спорту Молдови з вільної боротьби.

## Біографія
Боротьбою почав займатися з 1992 року. Дворазовий срібний призер європейських юніорських першостей (1998, 1998). Бронзовий призер чемпіонату Європи серед юніорів (1996). Бронзовий призер чемпіонату світу серед кадетів (1995). У складі дорослої збірної Молдови з 2001 року. У її складі ставав віце-чемпіоном світу і Європи, дворазовим чемпіоном Європи, виступив на Олімпіаді. Багато разів визнавався найкращим спортсменом року Молдови. З 2010 року представляє князівство Монако. Здобув для цієї країни срібну медаль на чемпіонаті Європи. Виступав за клуб «ACM» Монако.
Після завершення активних виступів на борцівському килимі зайнявся тренерською діяльністю і розвитком спортивної боротьби в Молдові. Голова і головний тренер гагаузького борцівського клуба «Векіль» з найбільшого села Молдови Конгаз. Організував турнір з вільної боротьби в своєму рідному селі Талмаза.

## Виступи на Олімпіадах
| Змагання                    | Збірна  | Вагова категорія | Місце |
| --------------------------- | ------- | ---------------- | ----- |
| Літні Олімпійські ігри 2004 | Молдова | 55 кг            | 21    |

## Виступи на Чемпіонатах світу
| Змагання                        | Збірна  | Вагова категорія | Місце  |
| ------------------------------- | ------- | ---------------- | ------ |
| Чемпіонат світу з боротьби 2001 | Молдова | 54 кг            | 12     |
| Чемпіонат світу з боротьби 2002 | Молдова | 55 кг            | 18     |
| Чемпіонат світу з боротьби 2003 | Молдова | 55кг             | Срібло |
| Чемпіонат світу з боротьби 2005 | Молдова | 55 кг            | 10     |
| Чемпіонат світу з боротьби 2006 | Молдова | 55 кг            | 12     |
| Чемпіонат світу з боротьби 2007 | Молдова | 55 кг            | 16     |
| Чемпіонат світу з боротьби 2010 | Монако  | 55 кг            | 18     |
| Чемпіонат світу з боротьби 2014 | Монако  | 57 кг            | 25     |
| Чемпіонат світу з боротьби 2015 | Монако  | 57 кг            | 18     |

## Виступи на Чемпіонатах Європи
| Змагання                         | Збірна  | Вагова категорія | Місце  |
| -------------------------------- | ------- | ---------------- | ------ |
| Чемпіонат Європи з боротьби 2000 | Молдова | 54 кг            | 8      |
| Чемпіонат Європи з боротьби 2001 | Молдова | 54 кг            | Золото |
| Чемпіонат Європи з боротьби 2002 | Молдова | 55 кг            | Срібло |
| Чемпіонат Європи з боротьби 2004 | Молдова | 55 кг            | 11     |
| Чемпіонат Європи з боротьби 2005 | Молдова | 55 кг            | Золото |
| Чемпіонат Європи з боротьби 2006 | Молдова | 55 кг            | 5      |
| Чемпіонат Європи з боротьби 2008 | Молдова | 55 кг            | 7      |
| Чемпіонат Європи з боротьби 2011 | Монако  | 55 кг            | 5      |
| Чемпіонат Європи з боротьби 2012 | Монако  | 55 кг            | 14     |
| Чемпіонат Європи з боротьби 2014 | Монако  | 57 кг            | Срібло |

## Виступи на інших змаганнях
| Змагання                                     | Збірна  | Вагова категорія | Місце  |
| -------------------------------------------- | ------- | ---------------- | ------ |
| Гран-прі Німеччини з боротьби 2001           | Молдова | 54 кг            | Золото |
| Літня Універсіада 2002                       | Молдова | 55 кг            | Бронза |
| Літня Універсіада 2004                       | Молдова | 60 кг            | Бронза |
| Золотий Гран-прі з боротьби 2006             | Молдова | 55 кг            | 5      |
| Гран-прі Німеччини з боротьби 2007           | Молдова | 55 кг            | Золото |
| Олімпійський кваліфікаційний турнір 2008     | Молдова | 55 кг            | 15     |
| Олімпійський кваліфікаційний турнір 2008     | Молдова | 55 кг            | 12     |
| Середземноморський чемпіонат з боротьби 2010 | Монако  | 55 кг            | Бронза |
| Золотий Гран-прі з боротьби 2010             | Монако  | 55 кг            | Золото |
| Золотий Гран-прі з боротьби 2010             | Монако  | 55 кг            | 14     |
| Середземноморський чемпіонат з боротьби 2011 | Монако  | 55 кг            | Золото |
| Гран-прі Іспанії з боротьби 2011             | Монако  | 55 кг            | Золото |
| Henri Deglane Challenge 2011                 | Монако  | 55 кг            | Золото |
| Середземноморський чемпіонат з боротьби 2012 | Монако  | 55 кг            | Золото |
| Меморіал Іона Корнеану 2012                  | Монако  | 55 кг            | Золото |
| Турнір міста Сассарі 2012                    | Монако  | 55 кг            | Золото |
| Міжнародний турнір Олімпія 2012              | Монако  | 55 кг            | Золото |
| Гран-прі Іспанії з боротьби 2012             | Монако  | 55 кг            | Бронза |
| Золотий Гран-прі з боротьби 2013             | Монако  | 55 кг            | Золото |
| Henri Deglane Challenge 2013                 | Монако  | 55 кг            | Бронза |
| Гран-прі Іспанії з боротьби 2015             | Монако  | 57 кг            | 10     |